# Chaiyya Chaiyya
Chaiyya Chaiyya è un brano musicale del film di Bollywood Dil Se, cantato da Sukhwinder Singh e Sapna Awashti, con musiche di A. R. Rahman e testi di Gulzar, pubblicato nel 1998.
La canzone fu utilizzata anche nel film Inside Man di Spike Lee.